# Fiumarella (affluente dell'Ufita)
La Fiumarella (o Fiumarelle, in dialetto irpino Jumarelle, anticamente Fiume Bello o Fiume Lavella) è un torrente appenninico che sorge in Puglia dal versante meridionale dei monti Dauni (in provincia di Foggia) per poi attraversare l'Appennino campano (in provincia di Avellino) e infine sfociare nel fiume Ufita in agro di Ariano Irpino.

## Percorso
Il torrente sorge da alcune polle acquifere ubicate nella valle di Anzano (a un'altitudine di circa 810 m s.l.m.) per poi percorrere il margine settentrionale della Baronia, in Irpinia. Il corso d'acqua segue con andamento tortuoso la direttrice est-ovest, ricevendo da ambo i lati un certo numero di modesti affluenti (detti valloni) e attraversando i territori dei comuni di Anzano di Puglia, Scampitella, Vallesaccarda, San Sossio Baronia, Flumeri, Villanova del Battista e Ariano Irpino. Incassato nella parte iniziale e mediana tra i monti Montuccio (827 m s.l.m.) e Molara (935 m s.l.m.) a nord e la montagna di Trevico (1 094 m s.l.m.) a sud, presenta invece nel tratto terminale un'ampia area pianeggiante la quale, peraltro, costituisce parte integrante della valle dell'Ufita. Caratterizzato da un regime idrico assai irregolare, il torrente Fiumarella sfocia nel fiume Ufita a una quota altimetrica di 312 m s.l.m..
La valle della Fiumarella è percorsa per gran parte della sua lunghezza dall'autostrada A16, nel tratto compreso tra i caselli di Grottaminarda e Vallata, lungo un tracciato che ricalca a grandi linee quello dell'antica via Aurelia Aeclanensis (nota anche come via ad Herdoniam), una strada romana che fungeva da diramazione alla via Appia e alla via Aemilia.